# Erik Frederiksen
Erik Feldtskov Frederiksen (født 4. november 1914 på Nørrebro i København, død 31. august 1986), kaldet "Frederik", var en dansk trommeslager og skuespiller.

## Karriere
Frederiksen var oprindeligt uddannet portrætfotograf, men kastede sig i 1935 over musikken efter at have modtaget undervisning hos trommeslager Allin i Det Kgl. Kapel. Han kom til at spille med mange af tidens store danske jazznavne som Kai Ewans og Svend Asmussen. Han var kendt som et rigtigt showmenneske, der gerne lavede spas på scenen, og han kom også til at medvirke i flere spillefilm og teaterstykker. Fra 1955 fik han sit eget orkester, som turnerede mange steder i Europa. I 1970'erne stod han i spidsen for Hotel d’Angleterres husorkester.

## Privatliv
Han var gift med Olga Edith Zeeberg (kaldet "Sitter"). Han udgav en selvbiografi: Trommeslagere hader støj (1979).
Han er begravet på Søndermark Kirkegård på Frederiksberg.

## Filmografi
- Op og ned langs kysten (1950)
- Styrmand Karlsen (1958)
- Onkel Bill fra New York (1959)
- Gys og gæve tanter (1966)
- Soyas tagsten (1966)
- Flagermusen (1966)
- Min søsters børn vælter byen (1968)
- Pigen fra Egborg (1969)
- Ang.: Lone (1970)
- Afskedens Time (1973)
- Pigen og drømmeslottet (1974)
- Piger i trøjen (1975)
- Olsen-banden ser rødt (1976)
- Den dobbelte mand (1976)
- Blind makker (1976)